# Orthonecroscia fumata
Orthonecroscia fumata är en insektsart som först beskrevs av Jean Guillaume Audinet Serville 1838.  Orthonecroscia fumata ingår i släktet Orthonecroscia och familjen Diapheromeridae. Inga underarter finns listade i Catalogue of Life.